# Gavrilovka Vtoraja
Gavrilovka Vtoraja (in russo Гаври́ловка Втора́я?) o Gavrilovka 2ª (Гавриловка 2-я) è un villaggio dell'oblast' di Tambov, in Russia; è il centro amministrativo del rajon Gavrilovskij.
Si trova sul fiume Ira (affluente della Vorona), 120 km a nord-est di Tambov.